# Darodíes
Los darodíes, daroditas o clan Darod (en somalí: Daarood, en árabe: دارود‎) es una tribu árabe de Somalia. El antepasado de este clan fue Abdirahman bin Isma'il al-Jabarti, más comúnmente conocido como Darood. El clan darodí es la tribu más grande del Cuerno de África, con un amplio territorio tradicional.
Los darodíes de Somalia viven principalmente en los estados de Jubbalandia y Puntlandia, así como en las regiones norteñas de Sool, Sanaag y Cayn. Además, el clan tiene una presencia importante en Koonfur-Galbeed y Galmudug. En Etiopía, se pueden encontrar ramas de esta tribu en región oriental de Ogaden, mientras que en Kenia se encuentran en la Provincia Nororiental.

## Orígenes

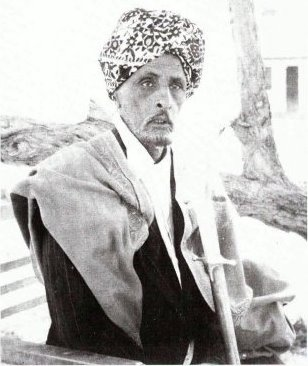
Mohamoud Ali Shire, el 26º Sultán del Sultanato Warsangali. Los warsangalis son una subtribu de los darodíes.

Según los primeros libros islámicos y la tradición somalí, el descendiente de Aqeel Abu Talib ibn Abd al-Muttalib Al-Qurashi, Abdirahman bin Isma'il al-Jabarti (Darod), un hijo del jeque sufí Isma'il al-Jabarti de la orden Qadiriyyah, huyó de su tierra natal en Arabia tras una disputa con su tío. Durante los siglos X-XI, se cree que Abdirahman se estableció en el norte de Somalia, al otro lado del Mar Rojo, y se casó con Dobira, la hija del jefe del clan Dir. Se dice que esta unión dio origen a la familia darodí. Por lo tanto, estableció lazos matrilaterales con la tribu protosomalí de Samaale.
Según el antropólogo británico y veterano de los estudios somalíes Ioan Lewis, las tradiciones de descendencia de familias árabes nobles relacionadas con el profeta Mahoma son probablemente expresiones figurativas de la importancia del Islam en la sociedad somalí. Sin embargo, "hay un fuerte componente históricamente válido en estas leyendas que, en el caso de los darodíes, se confirma en la práctica actual de un representante de los dirís que oficia en la ceremonia de instalación del jefe de la familia Darod".
Una tradición oral similar se encuentra en la tribu de los Isaaq, de quienes se dice que descendieron del jeque Ishaq ibn Ahmad al-'Alawi, otro Banu Hashim que llegó a Somalia al mismo tiempo. Al igual que con el jeque Isaaq, también hay numerosas hagiologías existentes en árabe que describen los viajes, las obras y la vida en general del jeque Darod en el norte de Somalia, así como sus movimientos en Arabia antes de su llegada. Además de fuentes históricas como el Aqeeliyoon de Al-Masudi, un manaaqib moderno (una colección de obras) impreso en El Cairo en 1945 por el jeque Ahmad bin Hussen bin Mahammad titulado Manaaqib as-Sheikh Ismaa'iil bin Ibraahiim al-Jabarti también habla sobre el jeque darodí y su supuesto padre, Isma'il al-Jabarti, el último de los cuales está enterrado en Bab Siham, en el distrito de Zabid, en el oeste de Yemen.
La propia tumba del jeque darodí se encuentra en Haylaan, en las montañas Hadaaftimo en el norte de Somalia, y es escenario de frecuentes peregrinajes. Sheikh Isaaq está enterrado cerca en Maydh, al igual que Sheikh Harti, un descendiente de Sheikh Darod y el progenitor del subclan Harti Darod, cuya tumba se encuentra en la antigua ciudad de Qa’ableh.
El mawlid (cumpleaños) del jeque Darod también se celebra todos los viernes con una lectura pública de su manaaqib.
Los darodíes fueron partidarios del Imam Ahmad ibn Ibrahim al-Ghazi durante su conquista de Abisinia en el siglo XVI; especialmente los subclanes Harti, Marehan y Bartire, que lucharon en la batalla de Shimbra Kure entre otras. En su Futuh Al-Habash, que documenta esta campaña, el cronista Shihāb al-Dīn indica que 300 soldados hartis participaron en el ejército del sultanato de Adel del Imam Ahmad. Los describe como "famosos entre la infantería como espadachines impasibles" y como "un pueblo que no se rinde".

## Distribución

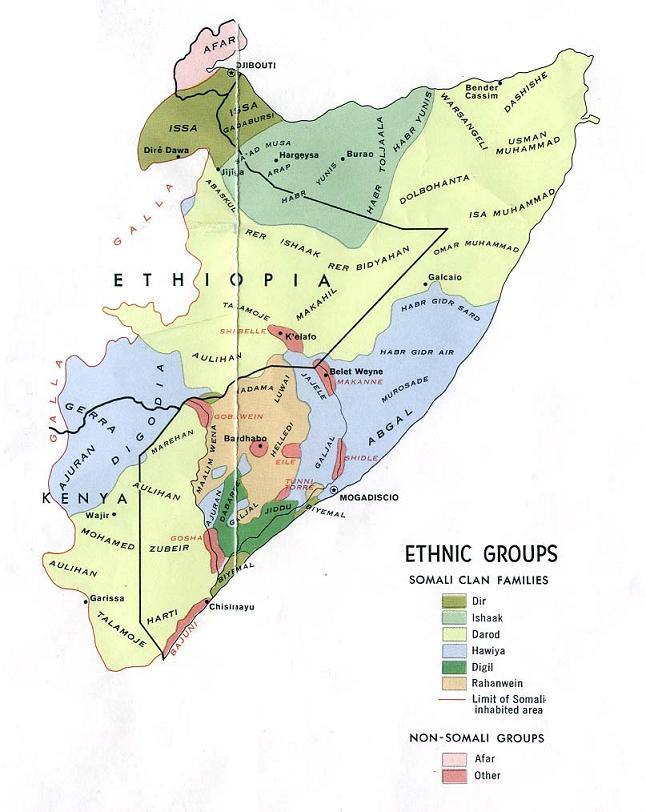
Territorios tradicionales de los varios clanes somalíes.

Se cree que los Darood o darodíes son el clan somalí más grande, tanto en términos de tamaño de la población como de habitación en la tierra. Los darodíes constituyen una mayoría en la región somalí de Etiopía con una población de alrededor de 4.439.147 y también son el clan somalí más grande en la provincia noreste de Kenia. Dentro de Somalia, los darodíes también son uno de los clanes más grandes, con fortalezas tradicionales en el norte, el moderno estado de Puntlandia, que está dominado por el subclan darodí de Harti. Además, las tribus de Marehan, Ogaden, Jidwaaq y Harti Darod también se establecieron más al sur, en la región de Gedo, así como en las regiones de Jubbada Dhexe y Jubbada Hoose. Los darodíes de Somalia se corresponden aproximadamente con los estados de Jubbalandia y Puntlandia.
Asentamientos importantes darodíes en Somalia incluyen Galcaio, Kismaayo, Bosaso, Las Anod, Buuhoodle y Garowe.
Los darodíes son también la tribu más grande en Jijiga, Etiopía, y en Garissa, Kenia.

## Lectura complementaria
- Hunt, John A. (1951). "Chapter IX: Tribes and Their Stock". A General Survey of the Somaliland Protectorate 1944–1950. London: Crown Agent for the Colonies. Accessed  on October 7, 2005 (from Civic Webs Virtual Library archive).
- Lewis, I.M. (1955). Peoples of the Horn of Africa: Somali, Afar, and Saho, Part 1, London: International African Institute.
- Lewis, I. M. (1961). A pastoral democracy: a study of pastoralism and politics among the Northern Somali of the Horn of Africa, reed. Münster: LIT Verlag, 1999.
- Davies, Jack L. (1996). «The Somali Ethnic Group and Clan System». Civic Webs Virtual Library, from: Reunification of the Somali People by Jack L. Davies, Band 160 IEE Working Papers, Institute of Development Research and Development, Ruhr-Universität Bochum, Bochum, Germany 1996. ISBN 978-3-927276-46-8. ISSN 0934-6058. Archivado desde el original el 21 de septiembre de 2002. Consultado el 22 de enero de 2006.

- Datos: Q1166540